# 史上最強の移動遊園地 DREAMS COME TRUE WONDERLAND 2007
『史上最強の移動遊園地 DREAMS COME TRUE WONDERLAND 2007』（しじょうさいきょうのいどうゆうえんち ドリームズカムトゥルー ワンダーランド にせんなな）は、DREAMS COME TRUEのライブビデオ。DVDは2008年2月27日、Blu-ray Discは2011年4月27日発売。

## 解説
- 4年に一度のベストヒットライブツアー「史上最強の移動遊園地 DREAMS COME TRUE WONDERLAND 2007」の模様を商品化。
- 2007年9月22日、23日にSMAPに続き邦楽の単独アーティストとしては史上2組目となる国立霞ヶ丘競技場陸上競技場で2日間に渡り行われた東京公演の模様を収録している。
- 「ドリカムワンダーランド2007」では、ツアーのテーマ「夢よ、みんな、かなってしまえ！！！（以下、夢かなプロジェクト）」で募集していた夢が実現されるという形で、バッキングヴォーカルをプロ・アマ、男女問わず公募し、LOVE、GATZが選出された。また、夢かなプロジェクトの一環として、中村が敬愛する佐藤博に音楽監督兼キーボーディストを依頼した。
- 演奏された曲はLIVE会場のアンケートや公式サイトでのファンからのリクエスト上位曲を中心に構成されている。
- この模様は発売前にWOWOWで放送されたが、DVDに収録された映像とは若干ではあるが編集が異なっている。
- 初回限定盤（3DVD）と通常盤（2DVD）の2形態で発売。ジャケットが異なる。初回限定盤は初日の札幌ドーム公演の翌日に同会場で開催された「POWER PLANT SPECIAL LIVE」の中から、ファン投票で選ばれた曲を収録したDVD付。
- 本編DVDが2枚組なのはドリカム初である。
- 全国7か所13公演（「ドリカムの夕べ」含む）で44万人動員。
- なお、このLIVEの選曲の為に実施されたアンケートやリクエストの結果、長年にわたり1位の座を守っていた「うれしい!たのしい!大好き! 」に替わり、「何度でも」が1位となった。
- 2011年4月27日にBlu-ray Discとして発売（3月30日に発売予定だったが、東日本大震災の影響により延期となった。）。こちらは、DVDのDisc1、Disc2を一枚に収録している。また、歌詞の字幕が出るようになっている。ジャケットはDVDの初回限定盤、通常盤どちらとも全く異なったデザインになっている。

## 収録曲

### Disc 1
1. A theme of the WONDERLAND
2. うれしい！たのしい！大好き！
3. 薬指の決心
4. JET!!!
5. go for it!
6. マスカラまつげ
7. 朝がまた来る
8. サンキュ.
9. 大阪LOVER
10. うれしはずかし朝帰り
11. ていうか
12. OLA! VITORIA!
13. LOVETIDE〜make me your own
14. さよならを待ってる
15. 眼鏡越しの空
16. 空を読む
17. 星空が映る海
18. 悲しいKiss
19. やさしいキスをして
20. PROUD OF YOU
21. HAPPY HAPPY BIRTHDAY

### Disc 2
1. 何度でもLOVE LOVE LOVE
2. 彼は友達
3. SUNSHINE〜サヨナラ59ers！
4. あなたに会いたくて
5. 時間旅行
6. 未来予想図II
7. あの夏の花火
8. きみにしか聞こえない
9. ア・イ・シ・テ・ルのサイン 〜わたしたちの未来予想図〜
10. LOVE GOES ON…
11. 決戦は金曜日

### Disc 3
初回限定盤のみ付属。
1. LAT.43°N 〜forty-three degrees north latitude〜
2. もしも雪なら
3. 沈没船のモンキーガール
4. 2人のDIFFERENCE
5. 月光
6. MARRY ME?
7. SWEET REVENGE
8. i think you do